# Аксель Гессан
Аксель Тюрель Саху Гессан (фр. Axel Thurel Sahuye Guessand, нар. 6 листопада 2004, Шильтігайм, Франція) — французький футболіст, захисник італійського клубу «Удінезе».

## Ігрова кар'єра

### Клубна
Аксель Гессан народився у містечку Шильтігайм на сході Франції. Грати у футбол починав у місцевому клубі, що виступає у Регілнальній лізі Франції. У 2018 році Гессан приєднався до молодіжної команди клубу «Нансі». Де починав грати у другій команді, а в серпні 2021 року дебютував в основі у турнірі Ліги 2. І у віці 16 років 9 місяців і 22 дні став наймолошим гравцем в історії офіційних ігор «Нансі».
Влітку 2022 року Аксель Гессан підписав трирічний контракт з італійським клубом «Удінезе». В останньому турі сезону 2022/23 у матчі проти «Ювентуса» футболіст зіграв свою першу гру в Серії А, вийшовши на поле з перших хвилин.

### Збірна
У 2021 році Гессан провів дві гри у складі юнацької збірної Франції (U-18).